# Kolarstwo na Igrzyskach Wspólnoty Narodów 2018
Kolarstwo na Igrzyskach Wspólnoty Narodów 2018 – jedna z dyscyplin podczas Igrzysk Wspólnoty Narodów 2018 w Gold Coast. Zostało rozegranych 26 konkurencji w trzech dyscyplinach kolarskich, z czego cztery w kolarstwie torowym były przeznaczone dla osób niepełnosprawnych. Udział wzięło 353 zawodników.

## Uczestniczące państwa

### Kolarstwo górskie
W kolarstwie górskim podczas igrzysk wystąpiło 34 zawodników z 15 państw.

- Anglia (3)
- Australia (2)
- Bermudy (1)
- Cypr (2)
- Guernsey (3)
- Irlandia Północna (2)
- Jersey (2)
- Kanada (3)
- Lesotho (3)
- Namibia (2)
- Nowa Zelandia (4)
- Południowa Afryka (3)
- Szkocja (2)
- Walia (1)
- Wyspa Man (1)

### Kolarstwo szosowe
W kolarstwie szosowym podczas igrzysk wystąpiło 168 zawodników z 34 państw.

- Anglia (13)
- Anguilla (5)
- Antigua i Barbuda (2)
- Australia (12)
- Bahamy (2)
- Belize (4)
- Cypr (2)
- Dominika (1)
- Ghana (3)
- Gibraltar (3)
- Guernsey (7)
- Irlandia Północna (7)
- Jamajka (1)
- Jersey (6)
- Kajmany (1)
- Kanada (10)
- Kenia (4)
- Lesotho (1)
- Malta (2)
- Mauritius (6)
- Mozambik (1)
- Namibia (6)
- Nowa Zelandia (13)
- Południowa Afryka (5)
- Rwanda (8)
- Saint Vincent i Grenadyny (2)
- Seszele (3)
- Sierra Leone (2)
- Sri Lanka (2)
- Eswatini (3)
- Szkocja (9)
- Uganda (2)
- Walia (12)
- Wyspa Man (8)

### Kolarstwo torowe
W kolarstwie torowym podczas igrzysk wystąpiło 152 zawodników z 17 państw.

- Anglia (17)
- Australia (23)
- Barbados (1)
- Ghana (2)
- Indie (9)
- Irlandia Północna (7)
- Jamajka (1)
- Kanada (15)
- Malezja (15)
- Nowa Zelandia (20)
- Południowa Afryka (10)
- Seszele (3)
- Singapur (1)
- Szkocja (13)
- Trynidad i Tobago (4)
- Walia (17)
- Wyspa Man (2)

## Medaliści

### Kolarstwo górskie
Źródło:
| Konkurencja     | Złoto       | Srebro        | Brąz          |
| Zawody mężczyzn | Samuel Gaze | Anton Cooper  | Alan Hatherly |
| Zawody kobiet   | Annie Last  | Evie Richards | Haley Smith   |

### Kolarstwo szosowe
Źródło:
| Konkurencja                | Złoto           | Srebro           | Brąz            |
| Mężczyźni                  |                 |                  |                 |
| Wyścig ze startu wspólnego | Steele Von Hoff | Jonathan Mould   | Clint Hendricks |
| Jazda indywidualna na czas | Cameron Meyer   | Harry Tanfield   | Hamish Bond     |
| Kobiety                    |                 |                  |                 |
| Wyścig ze startu wspólnego | Chloe Hosking   | Georgia Williams | Danielle Rowe   |
| Jazda indywidualna na czas | Katrin Garfoot  | Linda Villumsen  | Hayley Simmonds |

### Kolarstwo torowe
Źródło:
| Konkurencja                      | Złoto                                                                          | Srebro                                                                           | Brąz                                                                                   |
| Mężczyźni                        |                                                                                |                                                                                  |                                                                                        |
| Sprint                           | Sam Webster                                                                    | Jack Carlin                                                                      | Jacob Schmid                                                                           |
| Jazda na czas na 1000 m          | Matthew Glaetzer                                                               | Edward Dawkins                                                                   | Callum Skinner                                                                         |
| Wyścig indywidualny na 4000 m    | Charlie Tanfield                                                               | John Archibald                                                                   | Dylan Kennett                                                                          |
| Wyścig drużynowy na 4000 m       | Australia · Leigh Howard · Sam Welsford · Kelland O’Brien · Alexander Porter   | Anglia · Kian Emadi · Ethan Hayter · Oliver Wood · Charlie Tanfield              | Kanada · Jay Lamoureux · Aidan Caves · Derek Gee · Michael Foley                       |
| Wyścig punktowy na 40 km         | Mark Stewart                                                                   | Campbell Stewart                                                                 | Ethan Hayter                                                                           |
| Scratch na 15 km                 | Sam Welsford                                                                   | Campbell Stewart                                                                 | Christopher Latham                                                                     |
| Sprint drużynowy                 | Nowa Zelandia · Sam Webster · Edward Dawkins · Ethan Mitchell                  | Anglia · Ryan Owens · Philip Hindes · Joseph Truman                              | Australia · Nathan Hart · Jacob Schmid · Patrick Constable                             |
| Keirin                           | Matt Glaetzer                                                                  | Lewis Oliva                                                                      | Edward Dawkins                                                                         |
| Sprint tandemem                  | Szkocja · Neil Fachie · Matt Rotherham (pilot)                                 | Walia · James Ball · Peter Mitchell (pilot)                                      | Australia · Brad Henderson · Tom Clarke (pilot)                                        |
| Jazda na czas na 1000 m tandemem | Szkocja · Neil Fachie · Matt Rotherham (pilot)                                 | Walia · James Ball · Peter Mitchell (pilot)                                      | Australia · Brad Henderson · Tom Clarke (pilot)                                        |
| Kobiety                          |                                                                                |                                                                                  |                                                                                        |
| Sprint                           | Stephanie Morton                                                               | Natasha Hansen                                                                   | Kaarle McCulloch                                                                       |
| Jazda na czas na 500 m           | Kaarle McCulloch                                                               | Stephanie Morton                                                                 | Emma Cumming                                                                           |
| Wyścig indywidualny na 3000 m    | Katie Archibald                                                                | Rebecca Wiasak                                                                   | Annette Edmondson                                                                      |
| Wyścig drużynowy na 4000 m       | Australia · Alexandra Manly · Annette Edmondson · Ashlee Ankudinoff · Amy Cure | Nowa Zelandia · Kirstie James · Rushlee Buchanan · Racquel Sheath · Bryony Botha | Kanada · Allison Beveridge · Annie Foreman-Mackey · Ariane Bonhomme · Stephanie Roorda |
| Wyścig punktowy na 25 km         | Elinor Barker                                                                  | Katie Archibald                                                                  | Neah Evans                                                                             |
| Scratch na 10 km                 | Amy Cure                                                                       | Neah Evans                                                                       | Emily Kay                                                                              |
| Sprint drużynowy                 | Australia · Stephanie Morton · Kaarle McCulloch                                | Nowa Zelandia · Natasha Hansen · Emma Cumming                                    | Anglia · Lauren Bate · Katy Marchant                                                   |
| Keirin                           | Stephanie Morton                                                               | Kaarle McCulloch                                                                 | Natasha Hansen                                                                         |
| Sprint tandemem                  | Anglia · Sophie Thornhill · Helen Scott (pilot)                                | Przyznano tylko złoty medal                                                      | Przyznano tylko złoty medal                                                            |
| Jazda na czas na 1000 m tandemem | Anglia · Sophie Thornhill · Helen Scott (pilot)                                | Przyznano tylko złoty medal                                                      | Przyznano tylko złoty medal                                                            |

## Tabela medalowa

### Kolarstwo górskie
Źródło:
| Poz. | Państwo           |   |   |   | Razem |
| ---- | ----------------- | - | - | - | ----- |
| 1.   | Anglia            | 1 | 1 | 0 | 2     |
| 1.   | Nowa Zelandia     | 1 | 1 | 0 | 2     |
| 3.   | Kanada            | 0 | 0 | 1 | 1     |
| 3.   | Południowa Afryka | 0 | 0 | 1 | 1     |

### Kolarstwo szosowe
Źródło:
| Poz. | Państwo           |   |   |   | Razem |
| ---- | ----------------- | - | - | - | ----- |
| 1.   | Australia         | 4 | 0 | 0 | 4     |
| 2.   | Nowa Zelandia     | 0 | 2 | 1 | 3     |
| 3.   | Anglia            | 0 | 1 | 1 | 2     |
| 3.   | Walia             | 0 | 1 | 1 | 2     |
| 5.   | Południowa Afryka | 0 | 0 | 1 | 1     |

### Kolarstwo torowe
Źródło:
| Poz. | Państwo       |    |   |   | Razem |
| ---- | ------------- | -- | - | - | ----- |
| 1.   | Australia     | 10 | 3 | 6 | 19    |
| 2.   | Szkocja       | 4  | 4 | 2 | 10    |
| 3.   | Anglia        | 3  | 2 | 4 | 9     |
| 4.   | Nowa Zelandia | 2  | 6 | 4 | 12    |
| 5.   | Walia         | 1  | 3 | 0 | 4     |
| 6.   | Kanada        | 0  | 0 | 2 | 2     |